# إخراج المشيمة

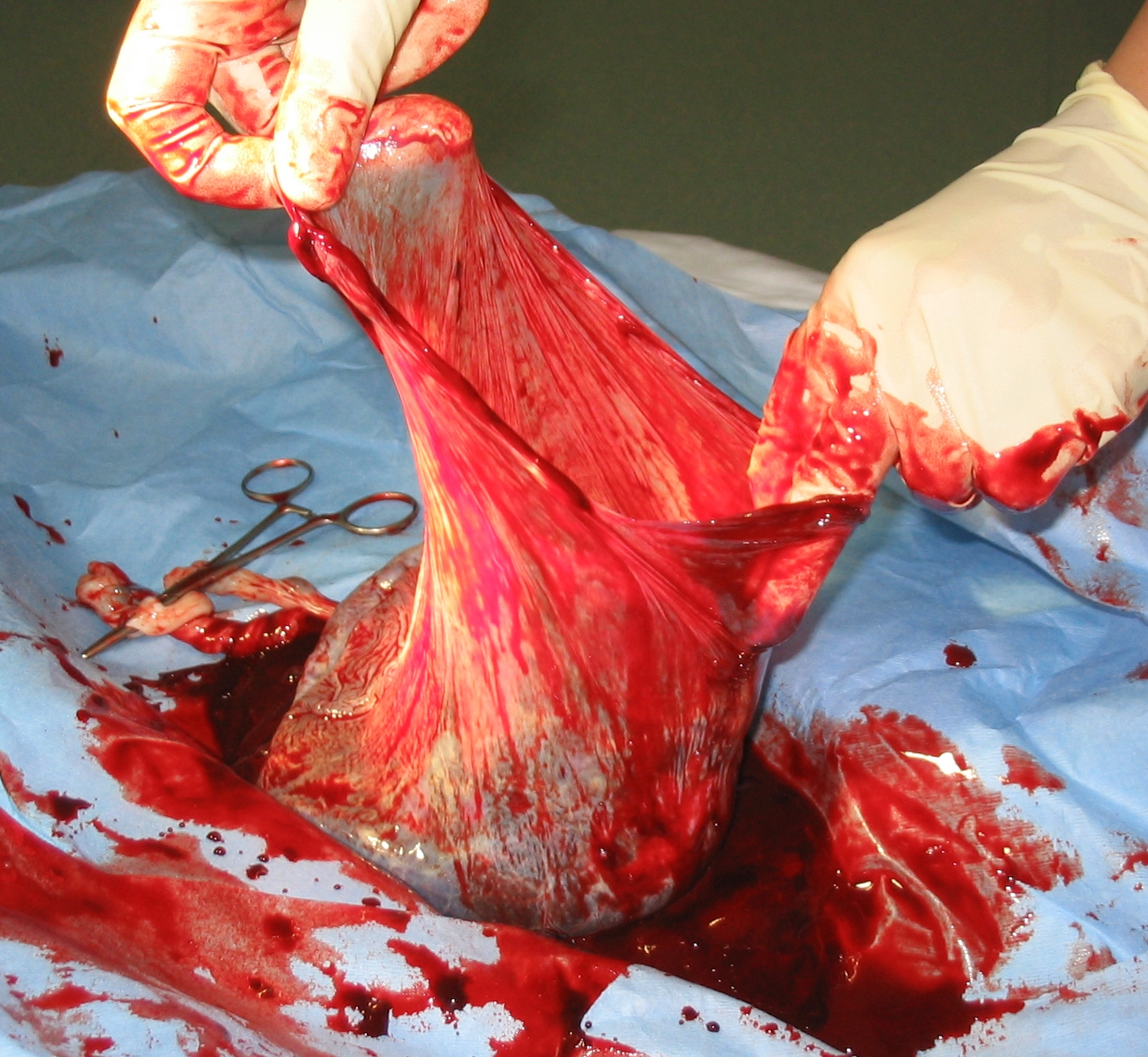

يحدث إخراج المشيمة (ويسمى أيضا ما بعد الولادة) عندما تخرج المشيمة من قناة الولادة بعد إتمام عملية الولادة، ويطلق على فترة ما بعد إخراج الطفل حتى بعد إخراج المشيمة مباشرةً المرحلة الثالثة من المخاض.
يمكن إدارة المرحلة الثالثة من المخاض بشكل فعال مع العديد من الإجراءات القياسية، أو يمكن إدارتها بشكل طبيعي (تعرف أيضا باسم الإدارة الفسيولوجية أو الإدارة اللا فاعلة)، و الأخيرة تسمح بإخراج المشيمة دون مساعدة طبية.
على الرغم من أن الاحتفاظ بالمشيمة ممارسة غير مألوفة إلا أن في بعض الثقافات تحتفظ الأم بالمشيمة و تستهلكها خلال الأسابيع التالية من الولادة و تسمى هذه الممارسة بأكل المشيمة.

## الفيسيولوجيا

### استثارة الهرمونات للفصل المشيمي
مع نضوج الجنين الوطائي، يؤدي تنشيط محور الـ HPA (المحور الوطائي- النخامي- الكظري) إلى بداية المخاض من خلال آليتين هرمونيتين، كما تؤدي نهاية كلتا الآليتين إلى انقباضات في عضلة الرحم و هي سببًا ميكانيكيًا لفصل المشيمة الذي يرجع إلى قوة القص والإنقبضات وتغير اوب الرحم الذي يشوه المشيمة.

#### الهرمون الموجه لقشر الكظرعند الجنين
·     يزيد الهرمون الموجه لقشر الكظر من الكورتيزول عند الجنين و هو يعمل بآليتين:
1.  يزيد من بروستاجلاندين F2α الذي يبطل كتلة البروجسترون ويقلل من عتبة مستقبل الأوكسيتوسين كما يزيد من بروتين الريلاكسين و يمدد الأربطة الحوضية.
2.  يزيد من إنزيم بروستاغلاندين-اندوبيروكسيد في خلايا الارومة الغاذية عند الجنين.
·     ينتج إنزيم بروستاغلاندين-اندوبيروكسيد بدوره البروستاجلاندين E2 و هو محفز تحويل البريغنينولون إلى منشطات C-19 مثل الاستروجين.
·     يزيد الاستروجين من:
1.  ترطيب المهبل
2.  تليين هياكل ألياف الكولاجين في أنسجة عنق الرحم والمهبل والأنسجة المرتبطة بها.
3.  يزيد من البروتين المرتبطة بالتقلص (أي الكونيكسن)
4.  يزيد من تقشر المشيمة عن طريق الالتهاب الفسيولوجي و لكن غالبًا ما يؤدي الالتهاب المرضي إلى احتجاز المشيمة (أي حمى النفاس)

#### الأوكسايتوسين عند الجنين
بينما ينشط المحور الوطائي- النخامي- الكظري، تبدأ الغدة النخامية الخلفية للجنين في زيادة إنتاج الأوكسيتوسين، مما يحفز عضلة الرحم عند الأم على التلاشى.